# Licencja maszynisty

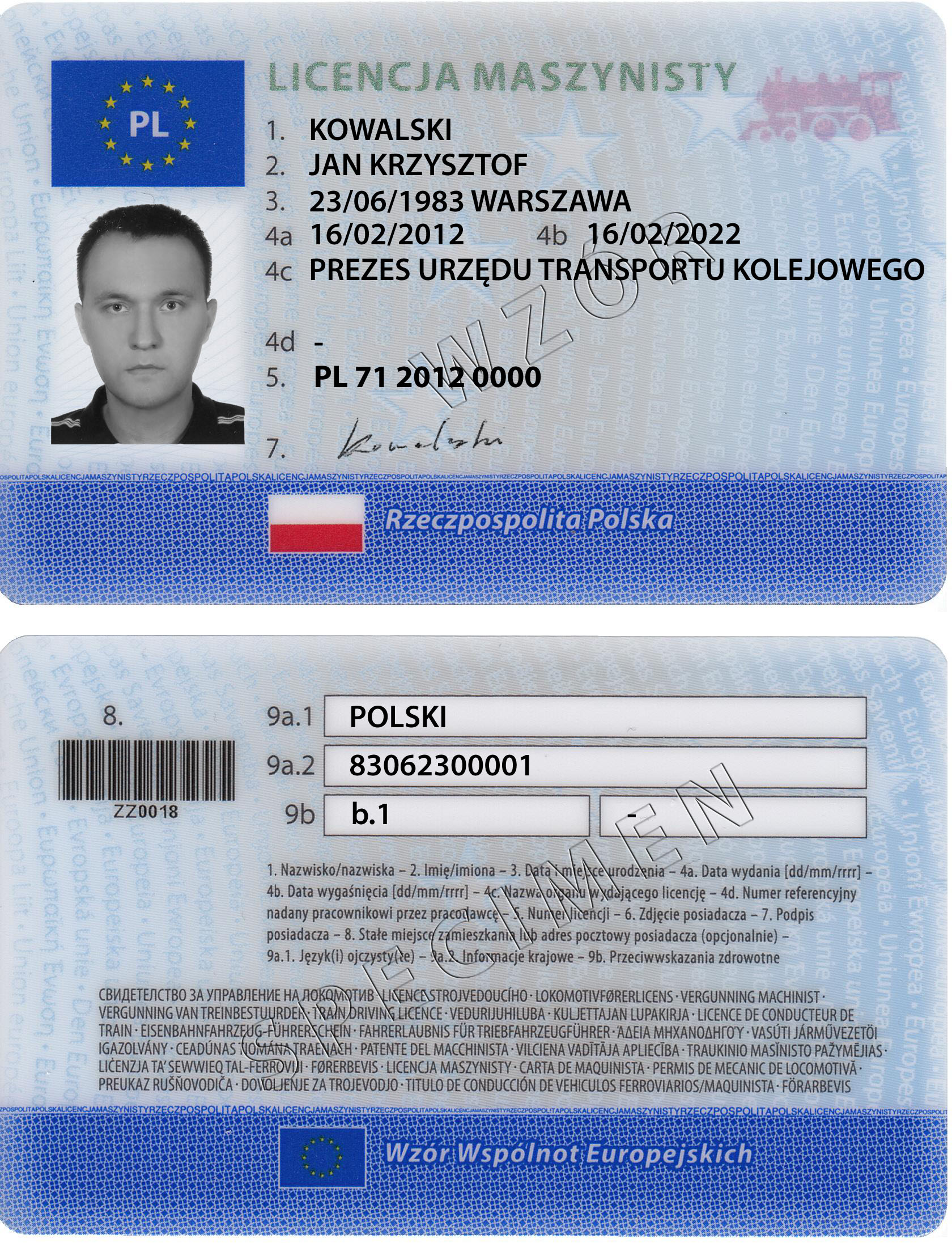
Wzór licencji maszynisty

Licencja maszynisty – dokument wydawany przez Prezesa UTK potwierdzający spełnianie przez daną osobę wymogów formalnych oraz zdrowotnych, których spełnianie jest niezbędne do wykonywania zawodu maszynisty. Licencja nie uprawnia do kierowania pojazdami trakcyjnymi. Aby dana osoba mogła kierować pojazdami trakcyjnymi, prócz licencji maszynisty, musi ona posiadać także świadectwo maszynisty.

## Wydawanie licencji
Licencję maszynisty może uzyskać osoba, która:
1. Nie była skazana prawomocnym wyrokiem za popełnienie przestępstwa umyślnego;
2. Ukończyła 18 lat;
3. Ma co najmniej wykształcenie zasadnicze zawodowe;
4. Spełnia wymagania zdrowotne, fizyczne i psychiczne określone w stosownych rozporządzeniach wydanych na podstawie ustawy o transporcie kolejowym;
5. Odbyła szkolenie na licencję maszynisty;
6. Zdała egzamin na licencję maszynisty nie później niż w terminie 24 miesięcy od dnia ukończenia szkolenia, o którym mowa w pkt 5[1].

Licencje maszynisty wydaje prezes UTK. Prezes UTK ponadto cofa i zawiesza licencje, wydaje ich wtórniki oraz przedłuża ich ważność. Licencja maszynisty jest wydawana na okres 10 lat. Po upływie tego okresu Prezes UTK, na wniosek maszynisty, przedłuża ważność licencji, wydając ją na kolejne 10 lat po uprzednim sprawdzeniu, czy maszynista spełnia wymagania zdrowotne, fizyczne i psychiczne niezbędne do jej uzyskania. Za wydanie licencji maszynisty oraz aktualizację zawartych w niej danych Prezes UTK pobiera opłatę w wysokości stanowiącej równowartość w złotych 40 euro. Równowartość ustala się przy zastosowaniu średniego kursu złotego ustalonego przez Narodowy Bank Polski obowiązującego w dniu wydania licencji.

## Zawieszanie i cofanie licencji
Prezes UTK, w drodze decyzji, zawiesza licencję maszynisty osobie, która czasowo przestała spełniać wymagania fizyczne, zdrowotne i psychiczne określone we właściwym rozporządzeniu wydanym na podstawie ustawy o transporcie kolejowym.
Prezes UTK, w drodze decyzji, cofa licencję maszynisty osobie, która trwale przestała spełniać wspomniane wyżej wymagania oraz osobie, która została skazana za przestępstwo umyślne.
Prezes UTK może, w drodze decyzji, zakazać prowadzenia pojazdów kolejowych na terenie Rzeczypospolitej Polskiej maszyniście posiadającemu licencję wydaną w innym państwie członkowskim Unii Europejskiej w przypadku gdy maszynista ten przestał spełniać wspomniane wyżej wymagania zdrowotne, fizyczne i psychiczne albo został skazany za przestępstwo umyślne.
Decyzjom w sprawie zawieszenia lub cofnięcia licencji maszynisty oraz zakazania maszyniście prowadzenia pojazdów kolejowych na terenie Rzeczypospolitej polskiej Prezes UTK wydaje rygor natychmiastowej wykonalności, a o zawieszeniu, cofnięciu lub aktualizacji danych w licencji maszynisty Prezes UTK niezwłocznie zawiadamia przewoźnika lub zarządcę, dla którego maszynista świadczy pracę lub usługi poprzez Krajowy Rejestr Maszynistów i Prowadzących Pojazdy Kolejowe.